# قلاب‌دهان (سرده)
قلاب‌دهان (سرده)(نام علمی: Merluccius) نام یک سرده از تیره قلاب‌دهانان است.